# 片付け食い
片付け食い（かたづけぐい）とは、日本の食事作法においてマナー違反とされている食べ方の一つである。「ばっかり食べ」、「一丁食い」ともいう。

## 概説
食卓にご飯と、汁物を含めたいくつかのおかずが並んでいる場合、まず一つに箸をつけると、ほかのものには一切手を出さずになくなるまでそれを食べ尽くし、次の食事に手をつけると同じようにそればかりを食べ…… といった食べ方である。
嫌い箸の一つ「重ね箸」としても知られる。
近年、子供や若者たちの間にこうした食べ方が増えた事から、問題視されて話題に取り上げられることがあり、早食いになり、栄養バランスも偏る所為で肥満にも繋がりやすい。逆に洋食や中華料理（日本料理においても割烹や料亭が存在する）のように酒と一緒に供されるコース料理では、客の飲み具合・食べ具合に合わせて一品ずつ料理が出てくるのが基本であるが、同様の食べ方をする片付け食いだけがなぜマナー違反とされるのかは不明となっている。
説としては以下に挙げるものが唱えられているが、定かではない。
- 開封前の賞味期限が長い保存食品など数種類を一度に食べ切れるか判らない状況では、無闇矢鱈とあちこち食べ散らかすように開封せず、一つずつ確実に食べ切る分だけ順次吟味した上で開封して食べ切れる量を優先思考として食べる。
  - 上記補足的に複数かつ大量種類の料理に対して「1口だけ食べて以後手を付かずに他のあちこち食べ散らかす行為」をした結果手を付けた料理が完食できずに残って食べ残してしまう行為、即ち出された食べ物は残さないことを信条とする人の視点から逆に一品ずつ片付け食いをして食べられない物は予め手を付ける前に辞退を表明し（手を付ける前の食べ物を）第3者に譲渡する事がマナーであると主張し本項とは正反対の意見となり論争となる。
- 全体的に薄味のものが増えたことから、ごはんで味を薄める必要がなくなり、自然と口中調味も必要なくなった。
- チャーハンなど、おかずとごはんの区別がなくなったことで、おかずとごはんを交互に食べるという習慣がなくなった。
- 一人で食事をする機会（個食）が増え、一人の自炊だと作るおかずの量、品数が減るので、おかずだけを食べ続けるようになった。
- ラーメンなど麺類は時間と共に潤び（＝のび）るという理由から優先する傾向がある。
- 納豆（納豆自体が嫌いな人や食べられない人は除外）に至ってはネバネバを嫌うのかどちらか両端（最初に一気に食べ切るか、最後まで残してから食べるか）傾向がある。
- 食事マナー（咀嚼音なども含む）に関して指摘されると所謂逆ギレする人間が数多く、一概に「片付け食い＝悪」という決め付け的な言い方ではかえって論争（肯定派・否定派）を生み出してしまうことになってしまう。

## ダイエットとしての片付け食い
ダイエットの分野では、あえて片付け食いを行う場合がある。血糖値を上げにくくする「野菜ファースト（ベジファースト）」と呼ばれる食事法であり、まず最初に野菜類を食べ、次に肉類などのおかず、そして一番最後にご飯などの炭水化物を食べるという順番が推奨されている。